# Des arbres à abattre
Une irritation
Des arbres à abattre sous-titré Une irritation (titre original : Holzfällen) est un roman de l'écrivain autrichien Thomas Bernhard publié en 1984 et paru en français le 10 septembre 1987 aux éditions Gallimard.

## Résumé
À 23h30 dans un appartement bourgeois viennois des années 1980 de la Gentzgasse (de), un groupe de personnes attend l'arrivée d'un célèbre acteur dramatique du Burgtheater, invité d’honneur, qui sort d'une représentation de la pièce Le Canard sauvage d'Ibsen. L'appartement est celui des Auersberger, un couple marié que  : elle est chanteuse, il est « compositeur dans la tradition de Webern ». La réception regroupe plusieurs anciens amis d'une femme nommée Joana, qui s'est suicidée et a été enterrée plus tôt dans la journée.
Le narrateur est un écrivain qui fut proche de plusieurs membres du dîner, notamment des Auersberger, et d'une écrivaine, Jeannie Billroth, qu'il décrit ironiquement comme une « Virginia Woolf » viennoise. Il a rompu ses contacts avec eux depuis vingt ans, et les revoit pour la première fois. Il est lui-aussi un ancien ami de Joana. Comme Jeannie Billroth, et comme les Auersberger, il a assisté à l'enterrement.
Assis dans un fauteuil, puis à table au moment où l'acteur arrive, le narrateur observe les convives autour de lui, revivant son passé, ses relations avec les différents invités, et son lien avec Joana. Il éprouve du dégout à l'égard des convives, et regrette d'avoir accepté l'invitation.
Finalement, l'acteur se lance dans un monologue agressif à l’encontre de Jeannie Billroth, puis devient triste et pensif, déclarant qu'il aurait mieux fait de mener une vie rurale et d'être bûcheron. Lorsque l'acteur s'en prend à Billroth, le narrateur passe brièvement de l'hostilité à la sympathie, après avoir précédemment condamné l'acteur du Burgtheater comme étant vide et égocentrique. Le roman se termine lorsque les invités se dispersent, le narrateur quittant le dîner et décidant d'écrire sur ce sujet.

## Historique

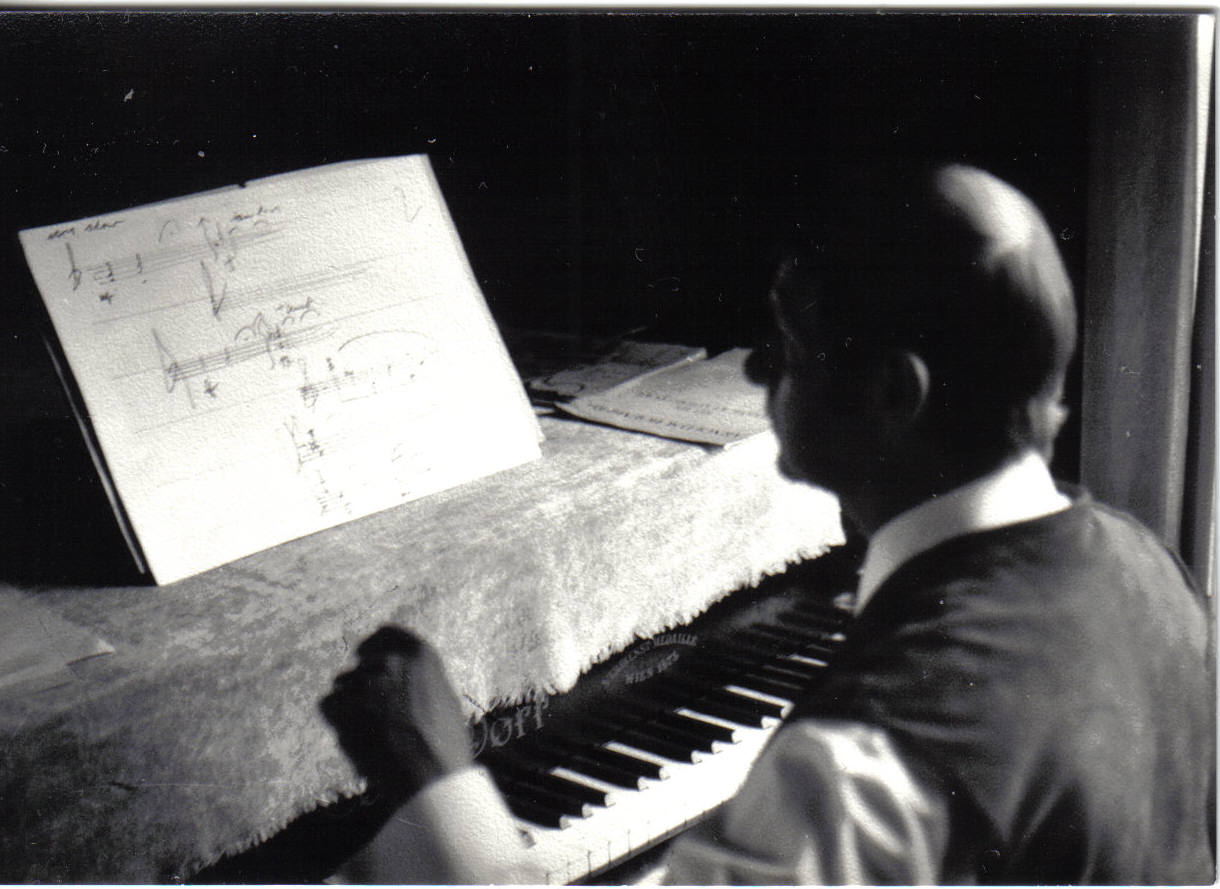
Gerhard Lampersberg, modèle du compositeur Auersberger du roman, en 1968.

Les protagonistes du roman sont inspirés d'un cercle d'amis que Bernhard fréquente dans les années 1950. Le personnage de Jeannie Billroth est inspiré de la romancière Jeannie Ebner, que Bernhard rencontre en 1954. C'est elle qui lui présente Gerhard et Maja Lampersberg, modèles des époux Auersberger. Les époux, qui furent mécènes de Bernhard à ses débuts, possédaient une propriété appelée la «Tonhof», à Maria Saal, où Bernhard séjourne fréquemment, et qui est également citée dans le roman. Enfin les personnages de «la Joana» et son mari Fritz sont inspirés de Joana Thul (de son vrai nom Elfriede Slukal, comme le mentionne également le récit) et de son mari Fritz Riedl, sculpteur et tapissier.
La parution du livre déclenche des disputes. Jeannie Ebner et Thomas Bernhard se brouillent, mais se réconcilieront quelque temps avant la mort de l'écrivain. Les choses tournent au scandale : Gerhard Lampersberg porte plainte pour diffamation, et le tribunal de Vienne fait saisir les ouvrages, retirer le livre des librairies et interdir la publication. Bernhard répond lors d'une conférence de presse durant laquelle il annonce interdir la vente de ses livres en Autriche pour la durée des droits d'auteurs, soit jusque 75 ans après sa mort. L'affaire prend de l'ampleur et ouvre un débat sur la liberté d'expression. Après six mois de conflits judiciaires, l'interdiction de parution est levée. Lampersberg retire sa plainte en 1985 et Bernhard annule sa décision.

## Adaptation

### Théâtre
- Des arbres à abattre, adaptation de Hervé Briaux, mise en scène de Patrick Pineau, Odéon-Théâtre de l'Europe (Ateliers Berthier), 2006[3],[4].
- Des arbres à abattre, adaptation de Claude Duparfait et Célie Pauthe, mise en scène de Claude Duparfait, en collaboration avec Célie Pauthe, Théâtre national de la Colline, 2012[5].
- Wycinka Holzfällen, adaptation et mise en scène de Krystian Lupa, Théâtre Polski et Odéon-Théâtre de l'Europe (dans le cadre du Festival d'Automne), 2014[6],[7].

## Édition
Ce roman a été traduit en français et édité par Gallimard en 1987.

## Notice
- Notices d'autorité :   - GND